# 湛江话

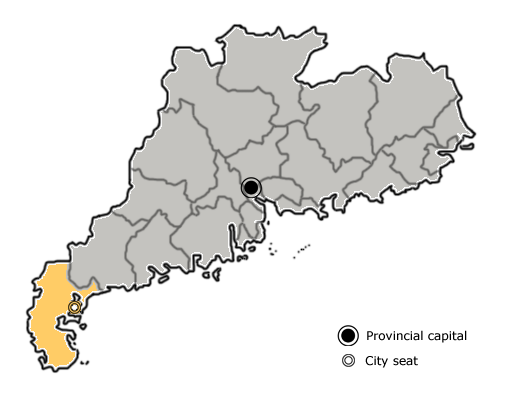
湛江在廣東省的位置

湛江话，又称湛江白话，一种流行于广东省湛江市市区的粤语方言。由于二战时期大量的广州、香港等地人逃往法属广州湾（今湛江市区）带来了大量的粤语使用者，粤语得以在湛江大范围传播，经过近一世纪的融合、发展，粤语在湛江逐渐形自成一格。湛江白话发音系统、语法、词汇都吸收了一定的雷州话、吴川话等方言特征，使用人数约90万。

## 简述
湛江市区的粤语最初由清末以及民国初期的广州、香港为主的粤语使用者以及邻近的高州府，廉江，遂溪等地传入，而后由湛江市区本地人广泛使用，由于市区原居民的通行语为雷州话，所讲的粤语带有一定的雷州话特点，其语法接近雷州话、官話，而非广州话，因此也有一套与广州话有很大出入的语气助词、副词等系统，最著名的例子是湛江话的“冇有”，更类似于现代标准汉语的“没有”而非广州话的“冇”。同時，在很多廣州話環境下會使用“唔”的用字在湛江话都會以“冇”字取代，此習慣在廣西的粵語區，例如南寧一帶的邕潯片和桂南欽廉片都有相同的情況。
此外，湛江亦是多方言使用者之聚合地，除了有湛江白話（粵）、雷州话（閩，在湛江當地亦稱「黎話」湛江使用人口最多的方言）使用者外，还有大量的吴川话（粵）、廉江话（粵）、遂溪白话（粵）、南三话（粵-吴化）、𠊎话（粤西客家语）等方言使用者，不同的方言使用者所讲的湛江话也带有其方言的发音、词汇特征，不同方言者之间交流、相互影响，最终共同构成如今的湛江话。

## 发音特点
| 例字 | 广州话 | 湛江话 |
| ---- | ------ | ------ |
| 靓   | lɛŋ    | liɑŋ   |
| 惊   | kɛŋ    | kiɑŋ   |
| 上   | sœŋ    | syɔŋ   |
| 梁   | lœŋ    | lyɔŋ   |
| 脚   | kœk    | kyɔk   |
| 剧   | kʰɛk   | kʰiak  |